# 景石城
景石城（かげいしじょう）は、鳥取県鳥取市用瀬町用瀬にあった日本の城。鳥取市指定史跡。

## 歴史
南北朝時代頃、国人領主の用瀬氏が築城したといわれる。『太平記』によれば延文5年（1360年）、赤松世貞らによって落城させられたという。ただ、この時すぐさま山名時氏によって奪還された。戦国時代には用瀬左衛門尉が居城した。天正8年（1580年）、羽柴秀吉の攻撃により用瀬氏が退去すると磯部豊直が入城したが、毛利方の山名豊国に攻撃されて退いた。天正9年（1581年）、羽柴秀吉の因幡平定が完了すると再び磯部豊直が入城し、智頭郡3000石が与えられた。慶長5年（1600年）、関ヶ原の戦いで磯部氏が改易されると山崎家盛の持ち城になったが、山崎氏の転封により、元和3年（1617年）ごろ廃城された。

## 構造
用瀬集落の東、頭巾山（標高325メートル）の山頂部に位置し、用瀬氏の築いた中世の曲輪群と磯部氏の築いた石垣造りの曲輪群が存在し、山麓には磯部氏の居館跡が残っている。
山頂部の曲輪群
山頂部の曲輪は磯部氏の造営とされ、主郭は東西35メートル、南北10メートルあり、北西隅に櫓台が残存している。主郭下の曲輪は総石垣造りで、この時期の因幡国の城郭では珍しい造りになっており、周囲の小曲輪にも部分石垣が見られる。主郭西方にも曲輪群や堀切、竪堀などが存在している。

磯部氏居館跡
山麓部に存在し、城山の谷筋に沿って「御屋敷」、「権内屋敷」と呼ばれる曲輪群が残っている。30メートル四方の正方形の曲輪は部分的に石垣造りになっており、階段状になっている曲輪群は西面に石垣が築かれている。

子持松砦
主格の南方370メートル付近に存在する中世の曲輪群で、用瀬氏が築いたものとされる。「子持松砦」の名が付けられているが、独立した別個の城郭ではなく、基本的に用瀬城の一部として扱われる。石垣はなく、平入り虎口、掘切、竪堀が残存している。山頂部に先行して築かれ、天正年間に放棄されたといわれる。